# ヤム・ブランズ
ヤム・ブランズ（英語: Yum! Brands, Inc.）は、アメリカ合衆国ケンタッキー州ルイビルに本社を置き、世界中に店舗を展開するファーストフード企業である。“Yum”は、英語で“おいしい”の意味である。
世界最大規模のファーストフード・レストラン・チェーンで、中国を除く150以上の国と地域で5万店以上のチェーン店を持つ。中国事業は2016年からYum Chinaとしてスピンオフした。2007年に自社売上とフランチャイズ料を含め、総売上が100億ドル以上となる。
保有するおもなレストラン・ブランドとしては、ケンタッキーフライドチキン、ピザハット、タコベル、ロング・ジョン・シルヴァース、The Habit Burger Grill、Wingstreet などがある。

## 沿革
1997年10月7日にトライコン・グローバル・レストラン社 (Tricon Global Restaurants, Inc.) として、大手飲料メーカーペプシコからスピンオフして創業する。ケンタッキー州ルイビルに本部を置き、ファーストフード店やソフトドリンクの販売ブランドを中心とした企業となる。
2000年1月1日にケンタッキーフライドチキンなどでCEOを務めたデヴィッド・C・ノヴァクがCEOとなる。ニューヨーク証券取引所に上場する。2001年にはノヴァクが会長兼務となる。
2002年5月 ヤム・ブランズに社名を変更する。
2015年1月 元タコベルCEOのグレッグ・クリードがCEOとなる。
2016年 中国事業をYum Chinaとする。
2020年 ディヴィッド・ギブスがCEOとなる。
2022年10月24日 ロシアのKFC事業を現地企業に売却して撤退する。

## 主要保有ブランド
- ケンタッキーフライドチキン（全世界） : フライドチキン
- ピザハット（全世界） : ピザ
- タコベル（全世界） : タコス
- ウィングストリート（アメリカ、カナダ）
- ハビットハンバーガーグリル（アメリカ）

### 過去保有ブランド
- A&W（全世界） : ハンバーガー
- ロング・ジョン・シルヴァース（アメリカ、プエルトリコ、シンガポール） : シーフード
- 東方既白（中国語版）（中国）
- 小肥羊（中国）